# 義大利伊斯蘭教
義大利，是一個天主教為主的國家。但也曾受穆斯林侵擾與統治，公元8世紀北非穆斯林入侵義大利南部。之后827年在西西里島成立西西里埃米爾國，直到1336年島上仍有阿拉伯人生活。
15至16世纪奥斯曼帝国曾入侵義大利南部，但天主教國家在勒班陀戰役中勝利，令奥斯曼土耳其終止入侵。

## 現狀
今天，有大約150萬穆斯林在意大利。由七十年代開始來到，主要是索馬里人與北非人。也有极少数本地皈依者。
雖然意大利的穆斯林人口與法國，德國，英國和西班牙的穆斯林人口相比非常少，但由於過去意大利人和穆斯林之間的緊張局勢，意大利的反伊斯蘭情緒高漲，意大利媒體加劇了這種情緒。
歐洲移民危機之後，這些問題更促成了極右翼政黨的崛起並開始抬頭。

## 名人
- 阿德尔·史密斯